# Armand Marcelle
Armand Édouard Charles Marcelle (* 10. Oktober 1905 in Reims; † 26. Dezember 1974 ebenda) war ein französischer Ruderer.

## Biografie
Armand Marcelle startete mit seinem jüngeren Bruder Édouard Marcelle und dem sechzehnjährigen Steuermann Henri Préaux bei den Olympischen Sommerspielen 1928 in Amsterdam im Zweier mit Steuermann. Das Trio gewann die Silbermedaille.